# Mine de Chibuluma
 (mars 2025).
La mine de Chibuluma est une mine à ciel ouvert de cuivre et de cobalt située dans la province de Copperbelt en Zambie. Elle est détenue à 85% par Jinchuan Group, après le rachat de Metorex, et à 15% par Zambia Consolidated Copper Mines.